# Халяф ибн Ахмад
Халяф ибн Ахмад (тадж Халаф ибн Аҳмад, перс. خلف بن احمد; ноябрь 937 — 1009) — последний значительный правитель Саффаридского государства, который правил в регионе Систан, на территории современного Ирана и Афганистана. Его правление ознаменовалось борьбой за независимость, культурным покровительством и упадком Саффаридов под давлением более могущественных соседей.

## Биография
Халаф ибн Ахмад был сыном эмира Саффаридов Абу Джафара Ахмада ибн Мухаммада и Бану, дочери эмира Амра ибн Лейса. Согласно «Исламской энциклопедии», когда он был наследником, то получал образование в Хорасане и Ираке, где изучал фикх и хадисы.
После убийства отца в 963 году Халаф стал эмиром Саффаридского государства, а своего дядю Тахира ибн Абу-Али провозгласил соправителем. В 964 году Халяф отправился в паломничество и оставил Тахира своим заместителем. Когда Халаф вернулся из паломничества, то Тахир не пустил его в Систан. Тахир стал чеканить монеты от своего имени. Халаф отправился в Саманидское государство, где правил Мансур I, который предоставил ему военную помощь. 
После смерти Тахира (969/70) в Систане стал править его сын Хусейн. Армия Халафа нанесла поражение войску Хусейна, заставив того бежать в Бухару, и Систан вернулся под власть Халяфа. В 986/987 году Буст перешёл под власть Саффаридов, но затем город был оставлен и вернулся к Газневидам. В правление Халафа Саффариды вели войну с Буидами и Махмудом Газневи. 
В 1002 году Халаф сдался Махмуду Газневи, который отправил его в одну из крепостей Джаузджана. Из-за слухов о том, что Халаф переписывается с Караханидами, Газневи отправил его в Гардез, где тот и скончался в марте 1009 года. 
Халаф был последним независимым правителем Саффаридов, после него эмиров назначали Саманиды и Газневиды. Он был известен как покровитель науки и литературы, при его дворе творили поэты Бедиуззаман эль-Хамедани и Эбул-Фет Али.